# Banca nazionale dell'Angola
La Banca nazionale dell'Angola (in lingua portoghese: Banco Nacional de Angola)  è la banca centrale dello stato africano dell'Angola. È di proprietà statale e il governo dell'Angola è l'unico azionista. La banca ha sede a Luanda, è stata creata nel 1926 (ma risale al 1865), è attiva nello sviluppo di politiche di inclusione finanziaria ed è membro dell'Alleanza per l'Inclusione Finanziaria.
La moneta ufficiale è il kwanza angolano.

## Storia
Nel 1864, il Banco Nacional Ultramarino (BNU) fu istituito a Lisbona, in Portogallo, come banca di emissione per tutti i territori portoghesi d'oltremare. L'anno successivo aprì filiali in diverse località, tra cui l'Angola, che all'epoca era una provincia d'oltremare del Portogallo. Nel 1926, i portoghesi istituirono una banca di emissione separata per l'Angola, creando la Banca dell'Angola (Banco de Angola). La BNU trasferì la sua filiale di Stanleyville a questa banca, che a sua volta nel 1934 trasferì la filiale a Boma, prima di chiuderla nel 1947.
Quando l'Angola ottenne l'indipendenza nel 1975, il governo nazionalizzò il settore bancario. Il Banco de Angola divenne Banco Nacional de Angola (BNA); il Banco Comercial de Angola divenne Banco Popular de Angola ed ora è Banco de Poupança e Crédito. La BNA ha continuato a funzionare come banca centrale, banca di emissione e banca commerciale. Il governo la designò anche come unico detentore legale di valuta estera e le delegò la responsabilità di tutte le transazioni.